# André Lyonnais
André Lyonnais est un homme politique français né le 20 avril 1842 au Creusot (Saône-et-Loire) et décédé en 1914.
Entré à 13 ans à l'usine, il devient chef de comptabilité. Il vient s'installer au Havre en 1873, comme chef comptable d'une société de construction navale et est élu conseiller municipal du Havre en 1877. Il s'installe à Paris en 1881. Il est député de Seine-Maritime de 1885 à 1889, inscrit à l'Union républicaine. Il est battu en 1889 et 1891, et quitte la vie politique.

## Sources
- « André Lyonnais », dans Adolphe Robert et Gaston Cougny, Dictionnaire des parlementaires français, Edgar Bourloton, 1889-1891 [détail de l’édition]
- « André Lyonnais », dans le Dictionnaire des parlementaires français (1889-1940), sous la direction de Jean Jolly, PUF, 1960 [détail de l’édition]